# Kiss Shot
Der Begriff Kiss Shot wird beim Poolbillard verwendet und gehört zu den Kombinationsstößen.
Ein Kiss Shot wird in Spielsituationen durchgeführt, in denen ein direktes Einlochen eines Objektballes nicht möglich ist oder wenn sich daraus ein Vorteil für das Stellungsspiel erzielen lässt. Beim Kiss Shot wird nicht der Objektball direkt nach dem Kontakt mit dem Spielball in eine Tasche gelenkt, sondern es wird eine Kombination mit einem oder mehreren Bällen erzeugt, durch welche der zuerst angespielte oder ein später indirekt bewegter Ball in einer Tasche versenkt wird.
Die Kiss-Shot-Tangente, im Englischen Tangent Line, beschreibt den Laufweg des Spielballs nach dem Kontakt mit dem Objektball. Je nachdem, ob ein Nachläufer, Stoppball oder Zieher gespielt wurde, verändert sich der Laufweg. Dies gilt für alle Billard-Disziplinen.
Es gibt verschiedene Variationen:
1. Eine Kiss-Shot-Kombination, wobei der einzulochende Ball einen Abstand zum karambolierenden Ball aufweist.
2. Kiss Shots, bei denen der einzulochende Ball press an einem anderen liegt und allein durch den Impuls des Spielballs und die Ausrichtung der Kiss-Shot-Tangente in einer Tasche versenkt wird.
3. Spielsituationen, in denen der Spielball auf einen Objektball gespielt wird, um denselben auf einen weiteren Objektball laufen zu lassen und jenen zu versenken.